# Zephronia ruficeps
Zephronia ruficeps är en mångfotingart som beskrevs av Pocock. Zephronia ruficeps ingår i släktet Zephronia och familjen Zephroniidae. Inga underarter finns listade i Catalogue of Life.